# Лундквист, Рамон
Рамон Паскаль Лундквист (швед. Ramon Pascal Lundqvist; 10 мая 1997 года, Альгутструм, Швеция) — шведский футболист, полузащитник норвежского клуба «Сарпсборг 08».

## Клубная карьера
Является воспитанником шведской академии «Кальмара». В 2013 году перебрался в академию ПСВ, заключив контракт до лета 2016 года. Тренировался в ней до 2015 года, после чего стал выступать за вторую команду. 29 августа 2015 года дебютировал за неё в поединке против «Валвейка». Всего за сезон провёл 13 встреч.
В сентябре 2015 года продлил контракт с ПСВ до лета 2019 года. 10 сентября 2016 года дебютировал в Эредивизи поединком против НЕКа, выйдя на замену на 80-й минуте вместо Барта Рамселара. В августе 2021 года перешёл на правах аренды в греческий «Панатинаикос».
7 марта 2023 года стало известно, что Лундквист продолжит карьеру в норвежском клубе «Сарпсборг 08».

## Карьера в сборной
Выступал за юношеские сборные Швеции, являлся основным игроком. Принимал участие в отборочных раундах к юношеским чемпионатам Европы, однако в финальную часть вместе со сборной не выходил.